# Július Stano
Július Stano (22. února 1900, Ružomberok - 5. listopadu 1971, Ružomberok) byl slovenský politik.
Vystudoval strojní inženýrství v Brně. Od roku 1923 se věnoval politice. Byl ústředním tajemníkem sekretariátu Hlinkovy slovenské ľudové strany v Bratislavě. Stal se prvním předsedou Ústředí slovenského katolického studentstva. Organizačně se podílel na výstavbě studentského internátu Svoradov. Od roku 1935 byl členem slovenského zemského zastupitelstva. Podílel se na formulaci návrhu na autonomii Slovenska.
V prosinci 1938 byl zvolen poslancem slovenského autonomního sněmu, poslancem byl i ve sněmu slovenského státu. V poslední slovenské autonomní vládě (11. až 14. března 1939) zastával post ministra dopravy a veřejných prací. Tento post pak zastával i ve vládách samostatného Slovenska (čtvrtá vláda Jozefa Tisa a vláda Vojtecha Tuky) až do začátku září 1944. V roce 1942 byl zvolen za prvního generálního ředitele Slovenských elektráren. Funkce se však ujal až 6. září 1944 (do té doby byl zastupován tajemníky). Funkce byl zbaven 11. dubna 1945 delegátem předsednictva SNR pro věci vnitřní.
Po válce byl zatčen a odsouzen na čtyři roky vězení. Po propuštění pracoval jako úředník v Ružomberku.